# 笑顔のミナモト
『ゲンナイ製薬株式会社プレゼンツ 笑顔のミナモト』（ゲンナイせいやくかぶしきがいしゃプレゼンツ えがおのミナモト）は2015年10月1日から2018年9月24日までニッポン放送で放送していたトーク番組である。

## 番組概要
番組は、格闘家の魔裟斗とタレント・矢沢心夫妻がそろって初めてラジオのパーソナリティーを務めるもので、「家族の笑顔」をテーマに、リスナーから寄せられた投書などを紹介するトーク番組。
なおこの番組の開始に先立って、魔裟斗・矢沢夫妻は、番組協賛スポンサーであるゲンナイ製薬株式会社より「妊活メッセンジャー」をに就任している。

## 出演者
- パーソナリティ：魔裟斗、矢沢心
- アシスタント：箱崎みどり（ニッポン放送アナウンサー）※公開収録時のみ[2][3] - 2017年3月9日、16日、2018年5月21日、28日

## 放送時間

### 放送終了時点
ナイターイン
- 月曜 20:20 - 20:40（2016年4月4日 - 9月29日、2017年4月3日 - 9月25日、2018年4月2日 - 2018年9月24日）

### 過去
ナイターオフ
- 木曜 21:00 - 21:20（2015年10月1日 - 2016年3月24日、2016年10月6日 - 2017年3月23日、2017年10月3日 - 2018年3月29日）